# Crystallodytes
Crystallodytes är ett släkte av fiskar. Crystallodytes ingår i familjen Creediidae.
Kladogram enligt Catalogue of Life:
| Crystallodytes | \| \| Crystallodytes cookei \| \| \| \| \| \| Crystallodytes pauciradiatus \| \| \| \| |
|                | \| \| Crystallodytes cookei \| \| \| \| \| \| Crystallodytes pauciradiatus \| \| \| \| |
|                | Apodocreedia                                                                           |
|                |                                                                                        |
|                | Chalixodytes                                                                           |
|                |                                                                                        |
|                | Creedia                                                                                |
|                |                                                                                        |
|                | Limnichthys                                                                            |
|                |                                                                                        |
|                | Myopsaron                                                                              |
|                |                                                                                        |
|                | Schizochirus                                                                           |
|                |                                                                                        |
|                | Tewara                                                                                 |
|                |                                                                                        |
|                | Crystallodytes cookei                                                                  |
|                |                                                                                        |
|                | Crystallodytes pauciradiatus                                                           |
|                |                                                                                        |

|  | Crystallodytes cookei        |
|  |                              |
|  | Crystallodytes pauciradiatus |
|  |                              |